# Condado de Mitchell (Texas)
O Condado de Mitchell é um dos 254 condados do estado norte-americano do Texas. A sede do condado é Colorado City, e sua maior cidade é Colorado City.
O condado possui uma área de 2 372 km² (dos quais 15 km² estão cobertos por água), uma população de 9 698 habitantes, e uma densidade populacional de 4 hab/km² (segundo o censo nacional de 2000).
O condado foi criado em 1876.